# Leviapseudes bipartitus
Leviapseudes bipartitus is een naaldkreeftjessoort uit de familie van de Apseudidae. De wetenschappelijke naam van de soort is voor het eerst geldig gepubliceerd in 2005 door Larsen.